# Ferenc Pelvássy
Ferenc Pelvássy (4 de novembro de 1910 — 6 de outubro de 1980) foi um ciclista de pista húngaro que competiu no ciclismo nos Jogos Olímpicos de Verão de 1936, representando a Hungria.